# Ciclisme de descens
El ciclisme de descens, també conegut com a Downhill, és una prova contra rellotge d'uns 2-5 minuts de durada durant la qual un ciclista de muntanya ha d'esquivar un descens en una pista composta per diversos passatges tècnics (salts, sots, arrels, roques, etc.) i passatges més ràpids en què els ciclistes de muntanya poden assolir de vegades els 80 quilòmetres/hora.

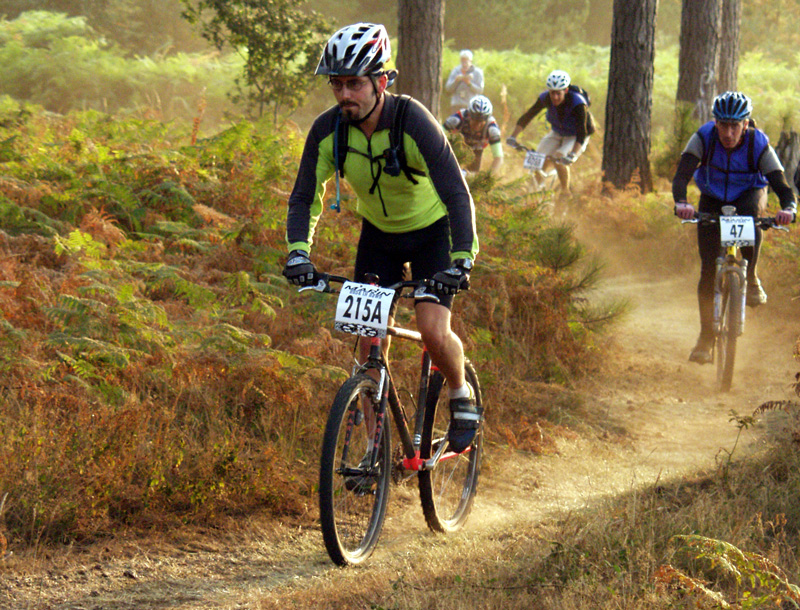
(cursa de Downhill)

Generalment, el ciclisme de muntanya de descens es practica a les muntanyes on els ciclistes de muntanya aprofiten els remuntadors per arribar als cims abans d'iniciar el descens.

## Història
La història de les curses de bicicleta de muntanya de descens es remunta als anys setanta a Califòrnia, EUA. Aquí els membres d'un club (Velo Club) a Mount Tamalpais van idear una cursa de bicicleta de muntanya que es considera generalment la primera cursa competitiva de descens en bicicleta de muntanya. El club va anomenar aquesta cursa Repack Downhill Race es practicava anualment entre 1976 i 1979. Aquesta cursa es celebrava al Golden Gate Bridge començant a San Francisco. El primer any, la competició Repack Downhill Race no va atreure tants corredors com el club s'havia esperat, però a mesura que es va córrer la veu més i més ciclistes van venir a les curses els anys següents. Tot i que la majoria dels corredors eren de la zona de Califòrnia, hi havia un nombre significatiu de corredors d'arreu dels EUA. Aviat aquesta cursa va atreure l'atenció dels mitjans de comunicació, i així va aconseguir l'exposició i la publicitat que necessitava i el 1979 durant l'última cursa el nombre de corredors participants havia augmentat enormement.
L'EVOLUCIÓ DE LES CURSES DE BICICLETA DE MUNTANYA DE DESCENS
Quan es va córrer la veu de la increïble cursa de descens celebrada a Califòrnia, era només qüestió de temps que els ciclistes d'altres parts dels EUA i del món tinguessin la seva versió d'aquesta cursa. Com que aquest era un esport relativament nou, la majoria dels pilots que tenien bicicletes de muntanya el practicaven només per diversió i competien entre amics i no en l'àmbit professional.
Tot i que la Repack Downhill Race havia obert el camí, van passar força anys abans que s'utilitzessin altres tornejos similars. La bicicleta de muntanya, però, va passar per una transformació rigorosa i quan es va disputar la propera competició destacada, la Copa del Món de descens, l'esquena de cursa de muntanya havia canviat molt.
Tanmateix, hi havia moltes variacions d'aquesta bicicleta perquè gairebé cada regió tenia el seu estil de bicicleta de muntanya de descens. Aquesta diferència es pot atribuir al fet que també hi havia molts entusiastes que estaven disposats a posar les seves idees sobre com hauria de ser la bicicleta de descens ideal.
Quan el Repack Downhill es va suspendre el 1969, dos dels seus principals organitzadors, Gary Fisher i Charlie Kelly, van formar una empresa anomenada MountainBikes. El nom de la seva nova empresa també s'adoptaria com a nom de l'esport. Aquest joc va créixer enormement durant la dècada de 1980, i això va portar al desenvolupament de bicicletes especialitzades dissenyades per a les curses de descens als anys noranta.
A causa de la naturalesa desafiant de les curses de descens, els corredors d'altres disciplines del ciclisme van començar a canviar a les curses de descens, cosa que li va donar un impuls molt necessari. El gran avenç d'aquesta cursa, però, va arribar l'any 1990 quan es va incloure en el Campionat UCI de bicicleta de muntanya celebrat a Durango, Colorado.

## Equipament
El ciclisme de muntanya de descens requereix no sols una bicicleta, sinó també un equipament adequat a la disciplina. És obligatori que els ciclistes de muntanya portin un casc integral, una màscara o unes ulleres, però també protecció per a l'esquena, genolleres, colzeres i guants llargs per protegir-se en cas de caiguda.

## Bicicleta
Per al downhill s'utilitzen unes bicicletes estan orientades per a un únic ús: baixar a tota velocitat un turó, pista o tram urbà d'escales. Són bicicletes de competició.
El més habitual és que portin doble suspensió, amb un recorregut d'amortiment a la forquilla molt ampli de fins a 220 mm.
Una característica destacable d'aquestes bicicletes és que són extremadament rígides. Estan construïdes per suportar cops i caigudes a gran velocitat. Pel que fa al disseny, el selló sol col·locar-se en la posició més baixa possible, amb un angle de reclinació cap enrere. Això és així perquè, durant el descens, la major part del temps el ciclista va aixecat.

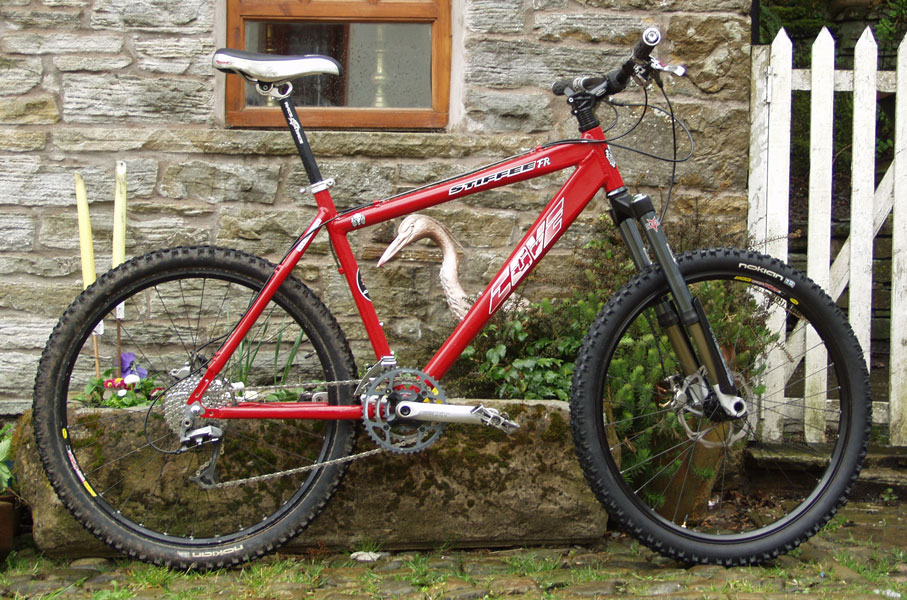
(Bicicleta)

Com que estan pensades per a una funcionalitat molt específica, com és el descens a gran velocitat, les bicicletes de downhill no tenen moltes opcions de desenvolupament. És usual que el quadre sigui de tipus sloping , és a dir, que el tub horitzontal tingui una caiguda angular per baixar el centre de gravetat i fer la bicicleta més maniobrable.

## Estrelles en les curses de bicicleta de muntanya de descens
- Ángel Suárez (ESP) – The YT Mob
- Jacob Dickson (NIR) – Nukeproof
- Laurie Greenland (GBR) – MS Racing Mondraker
- Remy Morton (AUS) – Lusty Industries
- Alex Marín (ESP) – Giant Factory Off-Road
- Andrew Crimmins (AUS) – Kona
- Reece Wilson (SCO) – Unior Tools Trek